# Conocephalus exitiosus
Conocephalus exitiosus är en insektsart som först beskrevs av Mcneill 1901.  Conocephalus exitiosus ingår i släktet Conocephalus och familjen vårtbitare. Inga underarter finns listade i Catalogue of Life.